# Kevrenn Brest Sant Mark
La Bagad Kevrenn Brest Sant Mark, más conocida como Kevrenn Brest Sant Mark, es un bagad, de música bretona, originario de la ciudad de Brest en el departamento de  Finisterre, Francia. Fue creado en 1947 por Yann Camus y Pierre Jestin con la finalidad de recaudar fondos para los afectados por la explosión del carguero noruego Ocean Liberty. Es la formación de música tradicional bretona más antigua de Francia, la segunda con más títulos en el Campeonato nacional de bagadou,  con 11 títulos entre 1954 y 1974, y ha colaborado con diversos músicos bretones como Alan Stivell, Dan Ar Braz o Jacques Pellen, y entre otros.

## Historia
El 28 de julio de 1947, se incendia el buque mercante noruego Ocean Liberty, mientras se hallaba fondeado en el puerto de Brest a la espera de desembarcar su carga de nitrato de amonio. Las tentativas de alejarlo del puerto remataron con el embarrancamiento del carguero en un banco de arena frente a la comuna de Saint-Marc, donde finalmente explotó causando 33 muertos, centenares de heridos y cuantiosos daños materiales. Yann Camus y Pierre Jestin logran reunir un pequeño grupo de músicos en torno al círculo céltico creado en la localidad cuatro meses antes y emprenden una gira por la región de Finisterre para recaudar ayuda para los afectados por la catástrofe.
El grupo utilizó varios nombres durante los primeros años: Brest Plougastel, Kevrenn Vrest Leon o Bro-Leon. En 1949 se produjo la salida de algunos músicos que crearon la Kevrenn Brest Ar Flamm y se decidió renombrar la banda con el nombre definitivo Kevrenn Brest Sant-Mark en recuerdo del acontecimiento fundador del grupo.
La visita a Brest de una banda de gaitas de Glasgow en 1950 animó al grupo a adoptar la gaita escocesa en detrimento de la gaita tradicional bretona y en 1954, gracias a un préstamo concedido por la cámara de comercio de Brest, se pudo completar la equipación con gaitas escocesas y tambores redoblantes. Esta tendencia instrumental acabaría imponiéndose también entre los restantes bagad bretones bajo el argumento de la homogeneización cultural con las restantes naciones celtas, pero sin perder la esencia musical e idiomática de la cultura rural bretona.

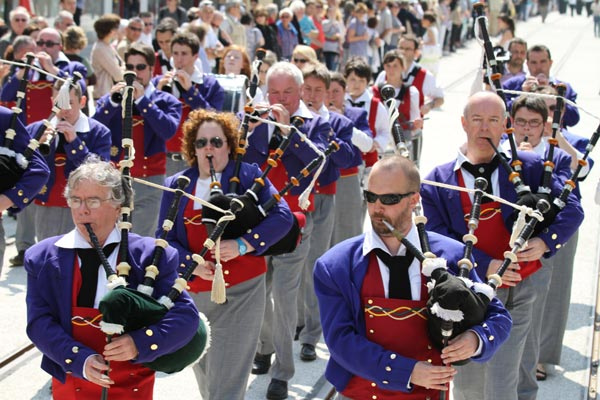
El pupitre de los cornemuses escocesas debe mucho al saber de Henri Léon

Entre 1967 y 1974 el bagad colabora con el círculo céltico Ar Rouedou Glas de Concarneau para ilustrar su música con el baile, sobre todo en sus actuaciones en el extranjero. En esos ocho años consiguen también siete campeonatos nacionales de bagadoù y un tercer puesto en el campeonato de 1976, el último al que se presentaron ya que el esfuerzo que suponía la preparación para esas competiciones les impedía volcarse en otros proyectos. A partir de 1977 integraron nuevos instrumentos: cobres, cuerdas, biniou koz (gaita tradicional bretona), acordeón, clarinete y sintetizadores Y se fomentó el intercambio y experimentación  con otros instrumentistas.
Después de la ola céltica de los años setenta, los bagadoù de las grandes ciudades bretonas fueron desapareciendo paulatinamente. La Kevrenn de Brest es de las pocas supervivientes en ciudades de más de 100 000 habitantes. En 1977 colabora en la creación del Centre Breton d'Art Populaire ('Centro bretón de arte popular', en francés), dirigido por Pierre-Yves Moign.

### De las actividades diversificadas

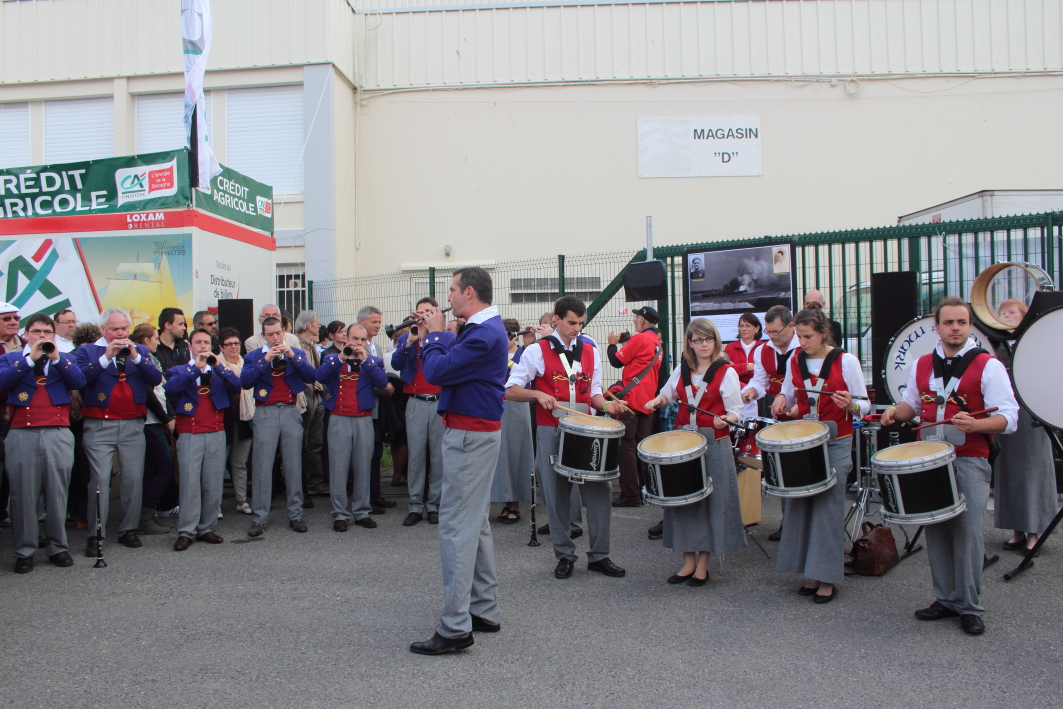
Inauguración del Espacio François Quéré sobre el puerto de Brest durante las fiestas marítimas 2013.

En los primeros años de la década de 1980 realizó diferentes colaboraciones con Melaine Favennec, Gwalarn o Dominique Molard. Participó en concursos como el de bandas de gaitas organizado por Kendalc'h y en diversos festivales gallegos de música celta y folk en Ortigueira, La Coruña o Vigo y en el francés de Lorient. En 1987, año del cuadragésimo aniversario de la agrupación, se asocia con Bleizi Ruz, incorpora nuevos instrumentos que modernizan las composiciones y permiten una apertura para el público general.

## Discografía
- 1959 : Marches, chants et danses de Bretagne, (45T Pathé-Marconi)
- 1961 : Festival des cornemuses Brest 1961 Final del concurso de sonneurs con la banda Quic-en-Groigne (45T Mouez Breiz)
- 1966 : La Bretagne Richesse du folklore Vol.4 (33T Riviera)[16]
- 1975 : Kevrenn Brest Saint-Marc (33T Velia)[16]
- 1980 : Musique de Bretagne (33T Ker Blues) con Dominique Molard
- 1982 : Bretagne éternelle (33T Arion)[17]
- 1987 : Tu pe Du (Coop Breizh) reeditado en 1995
- 1997 : Ocean Liberty (Coop Breizh) con Alan Stivell, Melaine Favennec, Jacques Pellen, Dominique Molard, Manu Lann Huel[18]
- 2000 : Levezon
- 2008 : Bagad d'exception(s) libro CD de Alain Cabon sobre la historia de la banda (Coop Breizh)[18]

## Palmarés
- Campeón de Bretaña de los bagadoù de primera categoría en : 1957, 1959, 1960, 1961, 1964, 1968, 1970, 1971, 1972, 1973 (ex æquo con el grupo Bleimor), 1974